# Odbojkaški klub Marina Kaštela
L'Odbojkaški klub Marina Kaštela è una società pallavolistica femminile croata con sede a Castelli: milita nel campionato di Superliga.

## Storia
La società è stata fondata nel 2000. Partecipa per la prima volta alla massima divisione del campionato croato nella stagione 2011-12, a seguito della promozione dalla Prva Liga.
Nella stagione 2016-17, grazie ai risultati ottenuti nell'annata precedente, partecipa per la prima volta ad una competizione europea, ossia la Challenge Cup, uscendo agli ottavi di finale; nella stessa stagione ottiene la vittoria della Supercoppa croata, della Coppa di Croazia e dello scudetto, mentre nella stagione successiva conquista per la seconda volta la Supercoppa croata.

## Rosa 2019-2020
| N° | Nome              | Ruolo | Data di nascita  | Nazionalità sportiva |
| -- | ----------------- | ----- | ---------------- | -------------------- |
| 1  | Magdalena Karadža | L     | 10 agosto 2003   | Croazia              |
| 2  | Bruna Botić       | S     | 29 ottobre 1996  | Croazia              |
| 3  | Danijela Subašić  | S     | 12 gennaio 1997  | Croazia              |
| 4  | Hana Grizelj      | O     | 28 luglio 1999   | Croazia              |
| 5  | Iva Glavinić      | S     | 4 agosto 2004    | Croazia              |
| 6  | Marina Šolić      | P     | 9 febbraio 2003  | Croazia              |
| 7  | Lara Dežulović    | C     | 23 aprile 1998   | Croazia              |
| 8  | Karla Rožić       | P     | 26 marzo 2002    | Croazia              |
| 9  | Matea Teklić      | S     | 25 giugno 2002   | Croazia              |
| 11 | Katarina Zdilar   | C     | 4 ottobre 2002   | Croazia              |
| 12 | Tea Smoljo        | L     | 7 febbraio 2004  | Croazia              |
| 14 | Klara Jureta      | S     | 1º maggio 2002   | Croazia              |
| 15 | Jelena Zdilar     | C     | 4 ottobre 2002   | Croazia              |
| 16 | Ana Ergović       | O     | 23 maggio 2005   | Croazia              |
| 17 | Antonia Baričević | C     | 7 ottobre 2004   | Croazia              |
| 19 | Ina Brakus        | S     | 17 maggio 2002   | Croazia              |
| 20 | Ana Matijašević   | P     | 29 febbraio 2004 | Croazia              |

## Palmarès
- Campionato croato: 1

2016-17
- Coppa di Croazia: 2

2016, 2021-22
- Supercoppa croata: 2

2016, 2017